# The Best of Santana
The Best of Santana é um álbum dos melhores êxitos lançado em março de 1998 pela banda americana Santana. Uma outra coletânea, chamada de The Best of Santana Vol. 2 foi lançada em 21 de novembro de 2000. A primeira versão chegou à 82ª colocação na The Billboard 200.

## Faixas
1. "Jingo"
2. "Evil Ways"
3. "Black Magic Woman/Gypsy Queen"
4. "Oye Como Va"
5. "Samba Pa Ti"
6. "She's Not There"
7. "No One to Depend On"
8. "Open Invitation"
9. "Hold On"
10. "Bella"
11. "Winning"
12. "All I Ever Wanted"
13. "Dance Sister Dance (Baila Mi Hermana)"
14. "Europa (Earth's Cry Heaven's Smile)"
15. "Everybody's Everything"
16. "Soul Sacrifice"

### Vol. 2
1. "Persuasion"
2. "You Just Don't Care"
3. "Black Magic Woman/Gypsy Queen" (ao vivo)
4. "Incident at Neshabur"
5. "Se a Cabo"
6. "Hope You're Feeling Better"
7. "Toussaint L'Overture"
8. "Guajira"
9. "Everything's Coming Our Way"
10. "Europa (Earth's Cry Heaven's Smile)" (ao vivo)
11. "Stormy"
12. "Well All Right"
13. "One Chain (Don't Make No Prison)"
14. "Peace on Earth…Mother Earth…Third Stone from the Sun"